# چیس بودینگر
چیس بودینگر (انگلیسی: Chase Budinger؛ زادهٔ ۲۲ مهٔ ۱۹۸۸) بازیکن بسکتبال اهل ایالات متحده آمریکا است.
از باشگاه‌هایی که در آن بازی کرده‌است می‌توان به هیوستون راکتس، فینیکس سانز، مینه‌سوتا تیمبرولوز، و ایندیانا پیسرز اشاره کرد.